# Clube Atlético Ararense
O Clube Atlético Ararense foi um clube brasileiro de futebol da cidade de Araras, no estado de São Paulo. Fundado em 13 de março de 1971 como Atlético Futebol Clube, suas cores eram preto e branco.

## História
O clube nasceu em homenagem ao Clube Atlético Mineiro, daí seu nome, uniforme, escudo e mascote. Em 1986, o alvi-negro ararense, que estava há quatro anos sem participar do campeonato de profissionais (em 1982, desistiu no meio da disputa), voltou para a Terceira Divisão (atual A3) com o nome de Clube Atlético Ararense, no intuito de chamar mais atenção da cidade e atrair mais torcedores; mas foi seu último ano.

### Participações na FPF
Seu primeiro campeonato profissional disputado foi a Quinta Divisão do Campeonato Paulista em 1979. Depois disso, disputou a Terceira Divisão do Paulista em três ocasiões: 1980, 1981, e 1986.